# Parafia Matki Boskiej Bolesnej w Rybniku
Parafia Matki Boskiej Bolesnej w Rybniku – rzymskokatolicka parafia w dekanacie Rybnik w archidiecezji katowickiej. Obecnie parafia liczy 4900 osób.

## Historia
Pierwotny kościół parafialny Matki Boskiej Bolesnej położony poza murami miasta poświęcił ówczesny biskup wrocławski Żyrosław II (1170–1198). Kościół był murowany, z drewnianą wieżą.
Parafia wymieniona została w sprawozdaniu z poboru świętopietrza z 1335 w diecezji wrocławskiej na rzecz Watykanu sporządzonego przez nuncjusza papieskiego Galharda z Cahors wśród 7 parafii archiprezbiteratu w Żorach pod nazwą Ribnicz. Została również wymieniona w spisie świętopietrza sporządzonym przez archidiakona opolskiego Mikołaja Wolffa w 1447 pośród innych parafii archiprezbiteratu (dekanatu) w Żorach pod nazwą Reybnik. Parafia obejmowała przez kilka wieków przeszło 20 wiosek i przysiółków. Z biegiem czasu, wszystkie wioski stały się samodzielnymi parafiami.
W 2000 roku na terenie parafii osiedliły się siostry wizytki, które przeprowadziły się tutaj z Siemianowic.

## Grupy parafialne
Na terenie parafii działa kilka grup parafialnych:
- Ruch Światło-Życie zwany Oazą,
- Ministranci,
- Szafarze.

## Proboszczowie
Źródło: strona internetowa parafii
- ks. Feliks Reisner (1801–1808)
- ks. Michał Schneider (1808–1837)
- ks. Franciszek Ksawery Ruske (1837–1860)
- ks. Edward Bolik (1861–1899)
- ks. Franciszek Brudniok (1900–1923), budowniczy Bazyliki św. Antoniego w Rybniku
- ks. Tomasz Reginek (1923–1940)
- ks. Wojciech Riedel (1940–1942)
- ks. Franciszek Klimza (1942–1944)
- ks. Józef Garus (1944–1949)
- ks. Adam Bieżanowski (1949–1950)
- ks. Józef Smandzich (1950–1957)
- ks. Eryk Twardzik (1957–1984)
- ks. Józef Wojciech (1984–1994)
- ks. Franciszek Radwański (1994–2017)
- ks. Marek Noras (2017–2018 administrator, od 9 listopada 2018 proboszcz)